# فتحنامه‌ی کلات
فتحنامه‌ی کلات نمایشنامه‌ای است از بهرام بیضایی، نوشته به سالِ ۱۳۶۱.

## داستان
داستان، به شیوهٔ بیضایی، به نقل و به نمایش می‌گذرد.
توی خان و توغای خان دو سردارِ هم‌نبردِ مغول هستند که پس از تاراج بر سرِ شمارِ کشته‌ها و افتخارِ جنگ میانشان کینه می‌افتد. توی خان توغای را به کلات فرامی‌خواند تا با هم به بزم بنشینند و دل از کینه بپردازند؛ ولی در بزم، هر یک با سردارانش دسیسه می‌کند تا دیگری را کشته و نامه به خاقانِ بزرگ بدهد که آن کشته یاغی شده بوده و به این وسیله از میان برداشته شده. توغای بر میزبان پیشدستی می‌کند، اسیرش می‌سازد، و فرمان می‌دهد که زن‌جامه در بر در شهر بگردانندش و در خندق گردنش بزنند. توی خان امّا در لحظهٔ گردن زدن از شلوغی استفاده کرده و از زیرِ تیغ می‌گریزد و خود را پنهان می‌سازد؛ ولی کسی بو نمی‌برد. جلّاد و دوستاقبان از بیمِ جان می‌گویند که او را کشته‌اند. سردارانِ توی خان نیز از کلات می‌گریزند و به ییلاق نزدِ آی بانو، همسرِ توی خان، می‌شتابند تا خبرِ از دست شدنِ کلات و مرگِ توی خان را به وی برسانند. آی بانو ولی فرار نمی‌گزیند. وی سرداران را به وصلِ خویش نوید می‌دهد و سپاه می‌انگیزد تا کلات را، که شهرِ پدری اوست و سالیانی پیش‌تر تسلیمِ توی خان شده بود، باز پس گیرد. آی بانو توی خان را نمی‌خواسته و بیشتر دل با توغای داشته؛ ولی اینک لشکری می‌آراید تا به جنگِ توغای رفته و به یاریِ آلان‌ها شهرشان را پس‌بگیرد.
سپاهِ آی بانو با شش توی خان‌پوشِ دروغین بر شش دروازهٔ کلات فرود می‌آید و هراس در دلِ توغانیان می‌افکند. جنگ با ترفندی به سودِ سپاه آی بانو می‌گردد، کلات سقوط می‌کند و آی بانو از راهِ پنهانی به مقرِّ حکومت می‌رسد و همراهِ سرداران و در جامهٔ توی خان، توغای را در بند می‌کند. توغای به این پندار که توی خان از میانِ مردگان بازگشته رازِ دل می‌گوید، که عاشقِ آی بانو بوده. آی بانو چهره می‌گشاید، و توغای که خنجری از سردارانِ آی بانو ربوده خود را در پایش می‌کُشد.
جنگ آرام می‌گیرد و شهر به دستِ آی بانو می‌افتد و اینک توی خان پیدا می‌شود. او می‌خواهد حکومتِ شهر را باز پس گیرد و خائنان را از دمِ تیغ بگذراند، ولی سردارانش که اینک از آی بانو فرمان می‌برند دل با توی خان ندارند و به نویدِ آی بانو فریفته‌ترند. پس دو تن از سرداران به تحریکِ آی بانو و برای وصلِ وی توی خان را می‌کُشند، و پس خود به همین گناه به فرمانِ آی بانو تیرباران می‌شوند. سردارنِ دیگر هم در جنگ کشته شده‌اند و اینک شهر از آنِ آی بانوست و آلان‌هایی که به فرماندهیِ او اینک شهر را از مغولان بازستانده‌اند.
پیکِ خاقان می‌رسد و نام و نشانِ حاکمِ نوینِ کلات را می‌پرسد تا به تأییدِ خاقان برساند. حاکمی جز آی بانو نیست.

## متن
این نمایشنامه سالِ ۱۳۶۱ نوشته شد و زمستانِ ۱۳۶۲ توسّطِ انتشاراتِ دماوند در تهران به چاپ رسید. چاپ‌های سپسین به وسیلهٔ انتشاراتِ روشنگران و مطالعات زنان بوده است.

## نمایش
بیضایی فتحنامه‌ی کلات را بر صحنه نبرده است. ولی ۲۰ آذرِ ۱۳۹۵ احتمالِ نمایشِ نسخهٔ انگلیسیِ این نمایشنامه به وسیلهٔ نویسنده در روزنامهٔ اعتماد به میان آمد.

در میان نمایشنامه‌های بهرام بیضایی مرگ یزدگرد از نظر ساختاری فوق‌العاده است ولی من فتحنامه‌ی کلات را بیشتر دوست دارم. آن زمان [اواخرِ دههٔ ۱۳۶۰] با بهرام بیضایی مشورت کردم و قرار شد که نمایشنامه کمی کوتاه‌تر شود، چون برای اجرا زمان زیادی می‌طلبید، او هم قبول کرد که با من همکاری کند. . . . پس دورخوانی را شروع کردیم اما . . . به ما اجازه‌ی اجرا ندادند. . . . این نمایشنامه فوق‌العاده است و اگر خوب اجرا شود، با تراژدی‌های جهانی قابل رقابت است!

حمید سمندریان

## به دیگر زبان‌ها
فتحنامه‌ی کلات را منوچهر انور با نامِ Kalat Claimed به انگلیسی درآورده که انتشاراتِ روشنگران و مطالعات زنان در ایران (۱۳۹۵) و انتشاراتِ بیشه در آمریکا (۱۴۰۱) منتشرش کرده‌اند. به مناسبتِ انتشارِ این ترجمه بیضایی نوشتهٔ کوتاهی خطاب به انور منتشر کرد.